# 巴伐利亞農民聯盟
巴伐利亞農民聯盟（德語：Bayerischer Bauernbund）是德國巴伐利亞州1893年至1933年的一個農業政黨。
巴伐利亞農民聯盟在巴伐利亞州議會和德國國會中代表農業利益。

## 延伸閱讀
- Hochberger, Anton. . Münich, Germany: Beck. 1991. ISBN 978-3-406-10680-4.